# Гыйон
Гыйон (Уолисо) — город в центральной части Эфиопии, в регионе Оромия. Входит в состав зоны Юго-Западная Шоа.

## Географическое положение
Город находится в центральной части региона, на высоте 2062 метров над уровнем моря.
Гыйон расположен на расстоянии приблизительно 87 километров к юго-западу от столицы страны Аддис-Абебы.

## Население
По данным Центрального статистического агентства Эфиопии на 2007 год численность населения города составляла 37 878 человек, из которых мужчины составляли 49,84 %, женщины — соответственно 50,16 %. В конфессиональном составе населения 63,29 % составляют последователи эфиопской православной церкви; 19,06 % — протестанты; 16,36 % — мусульмане. По данным переписи 1994 года население Гыйона насчитывало 25 491 человека.

## Транспорт
Ближайший аэропорт расположен в городе Аддис-Абеба.